# Партитивна множина
Партитивна множина — граматичне число, що використовується на позначення того, що іменник описує частину якоїсь кількості, на відміну від звичайної множини, що означає кількість як таку. Партитивна множина є одним з чотирьох граматичних чисел у штучній мові квенья, створеній Джоном Толкіном (інші три: однина, двоїна, множина).
Подібне значення можливо передати партитивним відмінком фінської мови (саме фінською мовою Толкін надихався при створенні мови квенья). Одне з можливих використань відмінка — передати належність іменника до чогось більшого.
Прикладом може слугувати порівняння використання партитивного та знахідного відмінків:
| Фраза             | Відмінок           | Переклад         | Значення фрази              |
| ----------------- | ------------------ | ---------------- | --------------------------- |
| Minä syön omenaa. | Партитив, однина   | Я їм яблуко.     | Я їм частину яблука.        |
| Minä syön omenan. | Знахідний, однина  | Я з'їдаю яблоко. | Я з'їдаю яблуко повністю.   |
| Minä soin omenia. | Партитив, множина  | Я їв яблука.     | Я з'їв кілька яблук.        |
| Minä soin omenat. | Знахідний, множина | Я з'їв яблука.   | Я з'їв усі яблука, що були. |